# Molnupiravir
Molnupiravir (codici di sviluppo MK-4482 e EIDD-2801) è un farmaco antivirale, commercialmente disponibile in Italia da gennaio 2022 e attivo per via orale, che è stato sviluppato per il trattamento dell'influenza e delle infezioni virali in genere. 
È un profarmaco del derivato nucleosidico sintetico N4-idrossicitidina, ed esplica la sua azione antivirale attraverso l'introduzione di errori di copiatura durante la replicazione dell'RNA virale.

## Storia
Il farmaco è stato sviluppato alla Emory University dalla Drug Innovation Ventures at Emory (DRIVE), società di innovazione farmaceutica dell'ateneo. È stato quindi acquisito dalla società Ridgeback Biotherapeutics, con sede a Miami, che in seguito ha collaborato con Merck & Co. per l'ulteriore sviluppo della ricerca su questo farmaco.

## Controversie
Nell'aprile 2020, una denuncia da parte di un informatore dell'ex capo della US Biomedical Advanced Research and Development Authority (BARDA), Rick Bright, ha rivelato preoccupazioni sulla fornitura di finanziamenti per l'ulteriore sviluppo di molnupiravir a causa di farmaci simili con proprietà mutagene (con induzione della transizione da GC ad AT), dannose per il DNA.  Proprio per questi motivi, una società che aveva indagato in precedenza sul principio attivo del farmaco, la Pharmasset, lo aveva poi abbandonato. Queste affermazioni sono state smentite da George Painter, CEO di DRIVE, che ha sottolineato l'esistenza di studi condotti sulla tossicità di molnupiravir, i cui dati, forniti alle autorità di regolamentazione negli Stati Uniti e nel Regno Unito, hanno permesso che gli studi sulla sicurezza sull'uomo proseguissero nella primavera del 2020. Anche questa volta, DRIVE e Ridgeback Botherapeutics hanno dichiarato di aver pianificato futuri studi sulla sicurezza negli animali.
Alla fine di luglio 2020 Merck, che aveva collaborato con Ridgeback Biotherapeutics allo sviluppo del farmaco, ha annunciato l'intenzione di trasferire il molnupiravir a studi in fase avanzata a partire da settembre 2020. Il 19 ottobre 2020, Merck ha iniziato una fase 2/3 della durata di un anno. studio focalizzato su pazienti ospedalizzati.

## Autorizzazioni
Nell'Aprile 2021, l'Agenzia italiana del farmaco (AIFA) ha autorizzato lo studio clinico in doppio cieco, randomizzato e controllato con placebo, per valutare l'efficacia, la sicurezza e la farmacocinetica di MK-4482 su pazienti adulti, ospedalizzati e non ospedalizzati, affetti da COVID-19.
Ad ottobre 2021 la Merck ha presentato una domanda di autorizzazione all'uso di emergenza alla statunitense Food and drug administration (FDA) per il trattamento antivirale orale contro il Covid-19. La presentazione della richiesta negli Stati Uniti si basa sui risultati positivi di un'analisi intermedia pianificata relativa allo studio clinico di fase 3 Move-Out.
Il 25 ottobre 2021 l'Agenzia europea per i medicinali ha dato via alle pratiche di valutazione dei dati scientifici sull'impiego del Molnupiravir, come farmaco contro la malattia COVID19.
Il 4 novembre 2021 l'agenzia regolatoria del farmaco britannica (MHRA) è stata la prima ad approvare il farmaco definendolo sicuro ed efficace.
Il 29 dicembre 2021 l'AIFA pubblica la determina, in gazzetta ufficiale n.308, autorizzando l'uso del medicinale Lagevrio (Molnupiravir).
Il 10 marzo 2023, dopo il giudizio negativo dell'EMA, anche l'AIFA dichiara lo stop all'uso per assenza di benefici clinici.

## Indicazione terapeutica
Il farmaco è indicato per il trattamento di COVID-19 negli adulti che non necessitano di ossigenoterapia supplementare e che sono a maggior rischio di progressione verso forme severe di COVID-19.